# Echinomermella grayi
Echinomermella grayi is een rondwormensoort uit de familie van de Mermithidae. De wetenschappelijke naam van de soort is voor het eerst geldig gepubliceerd in 1901 door Gemmill.